# Kuzma Minin

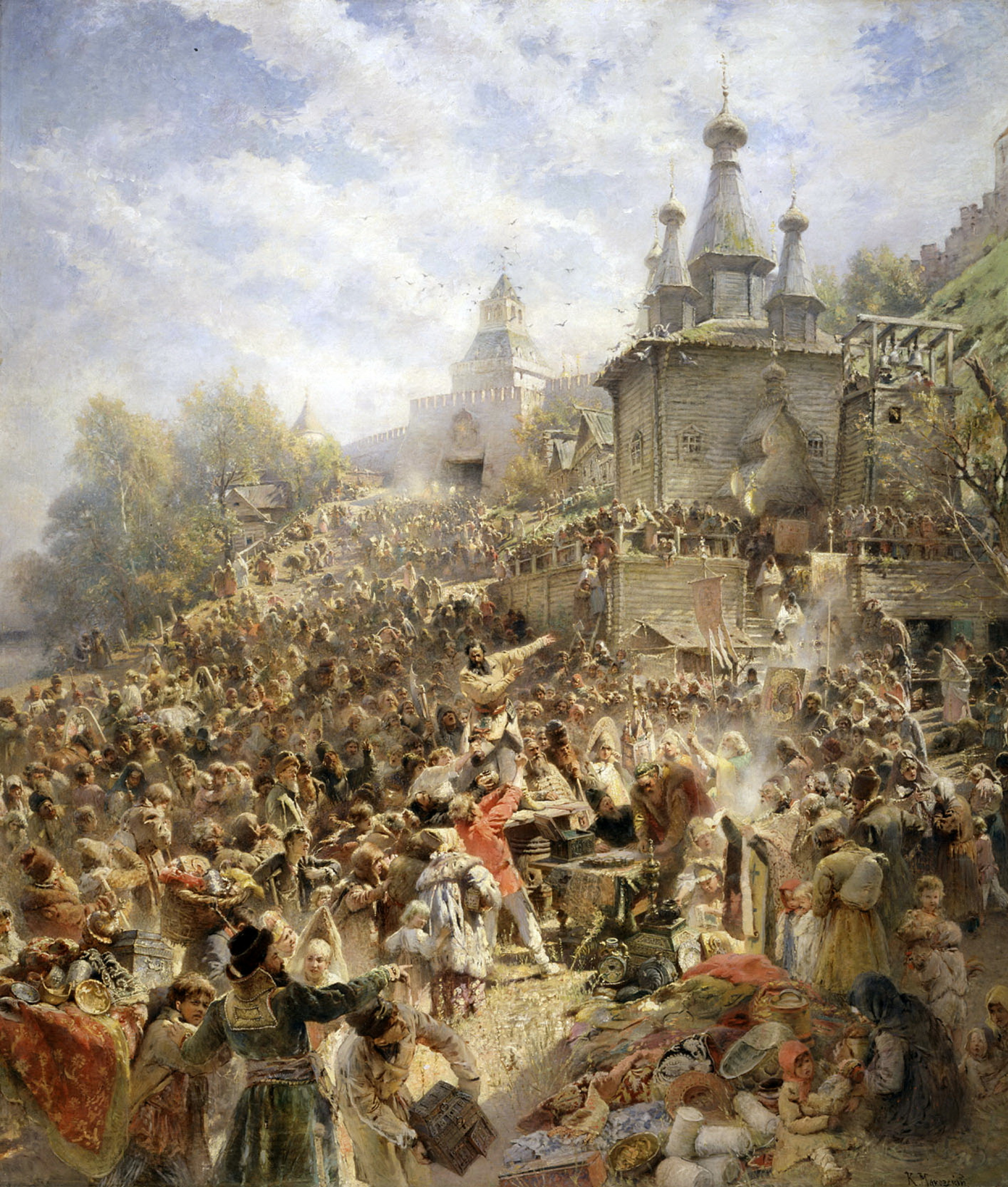
Proclamarea lui Kuzma Minin, pictura lui Constantin Makovski

Kuzma Minin (rusă Кузьма Минин) a fost un negustor din Nijni Novgorod care în 1612, a pus pe picioare așa-numita miliție națională, comandată de Cneazul Dmitri Pojarski, care a învins și alungat trupele poloneze din Moscova, astfel luând sfârșit perioada cunoscută în istorigrafia rusă ca Timpurile tulburi. Ea a fost perioada dintre moartea țarului Rusiei Fiodor I, ultimul reprezentant al dinastiei domnitoare Rurik și momentul fondării dinastiei Romanov din 1613.